# وندرکوک لک (میشیگان)
وندرکوک لک، میشیگان (به انگلیسی: Vandercook Lake, Michigan) یک مکان مختص سرشماری در ایالات متحده آمریکا است که در شهرستان جکسون، میشیگان واقع شده‌است.

## خصوصیات
وندرکوک لک ۱۲٫۳ کیلومترمربع مساحت و ۴٬۸۰۹ نفر جمعیت دارد و ۲۹۷ متر بالاتر از سطح دریا واقع شده‌است.